# فرودگاه سلفس

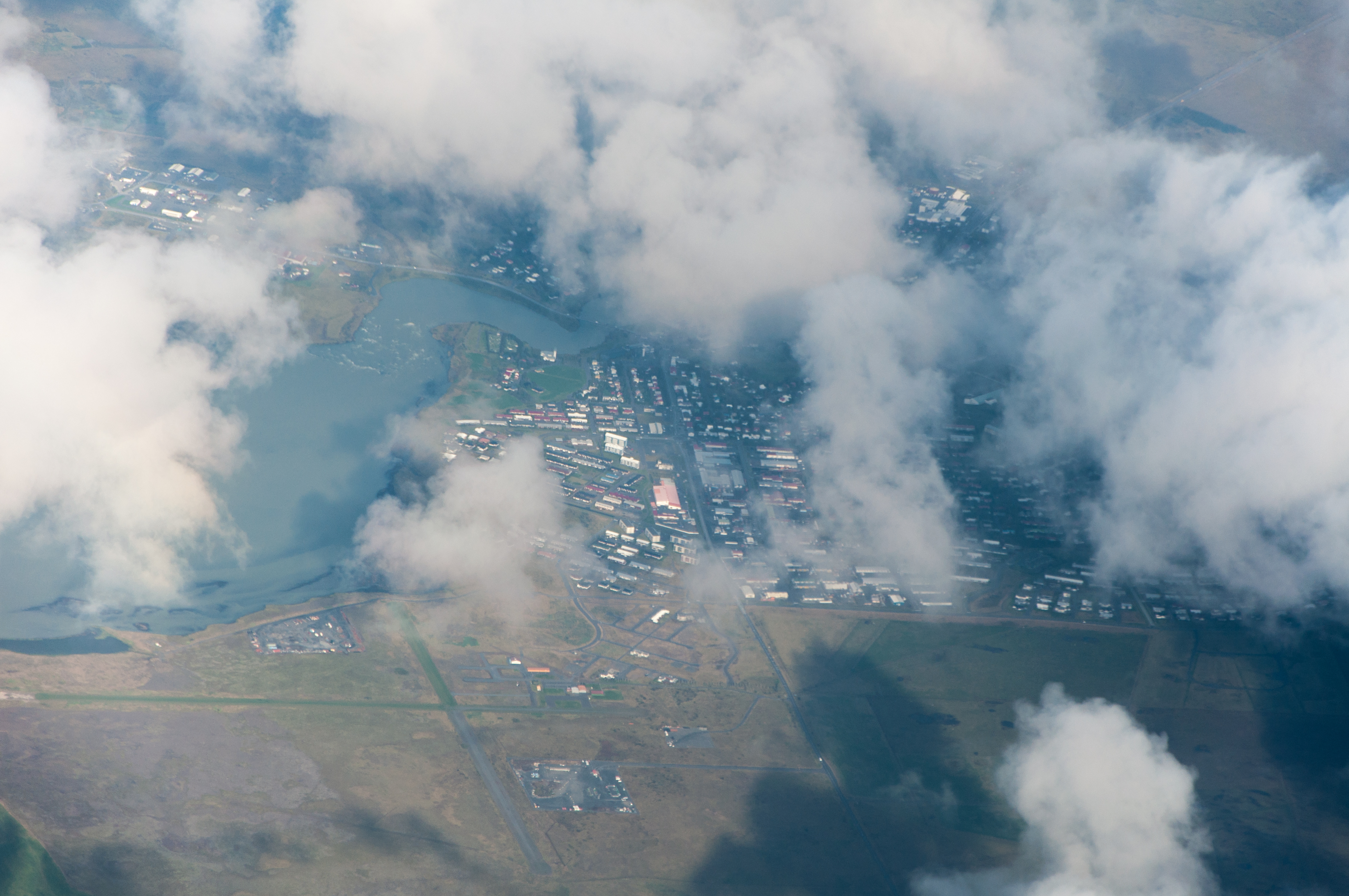
تصویر فرودگاه سلفس

فرودگاه سلفس (به انگلیسی: Selfoss Airport) یک فرودگاه همگانی است که یک باند فرود شن دارد و طول باند آن ۹۹۷ متر است. این فرودگاه در کشور ایسلند قرار دارد و در ارتفاع ۱۴ متری از سطح دریا واقع شده‌است.